# Loxosomella mortenseni
Loxosomella mortenseni är en bägardjursart som beskrevs av Ernst Marcus 1950. Loxosomella mortenseni ingår i släktet Loxosomella och familjen Loxosomatidae. Inga underarter finns listade i Catalogue of Life.